# Salts al Campionat del Món de natació de 1973
La competició de salts al Campionat del Món de natació de 1973 es realitzà a les Piscines Tašmajdan (Belgrad).

## Proves
Es realitzen quatre proves, separades en competició masculina i competició femenina:
- trampolí 3 m
- plataforma 10 m

## Resum de medalles

### Categoria masculina
| Event            | Or                  | Or     | Plata               | Plata  | Bronze              | Bronze |
| trampolí 3 m.    | Phil Boggs (USA)    | 618.57 | Klaus Dibiasi (ITA) | 615.18 | Keith Russell (USA) | 579.48 |
| plataforma 10 m. | Klaus Dibiasi (ITA) | 559.53 | Keith Russell (USA) | 523.74 | Falk Hoffmann (GDR) | 492.15 |

### Categoria femenina
| Event            | Or                   | Or     | Plata                 | Plata  | Bronze               | Bronze |
| trampolí 3 m.    | Christa Köhler (GDR) | 442.17 | Ulrika Knape (SWE)    | 434.19 | Marina Janicke (GDR) | 426.33 |
| plataforma 10 m. | Ulrika Knape (SWE)   | 406.77 | Milena Duchková (TCH) | 387.18 | Irina Kalynina (URS) | 381.42 |

## Medaller
| Posició | País           | Or | Plata | Bronze | Total |
| 1       | Estats Units   | 1  | 1     | 1      | 3     |
| 2       | Itàlia         | 1  | 1     | 0      | 2     |
| 2       | Suècia         | 1  | 1     | 0      | 2     |
| 4       | RDA            | 1  | 0     | 2      | 3     |
| 5       | Txecoslovàquia | 0  | 1     | 0      | 1     |
| 6       | Unió Soviètica | 0  | 0     | 1      | 1     |
| Total   | Total          | 4  | 4     | 4      | 12    |